# Mathieu Orfila

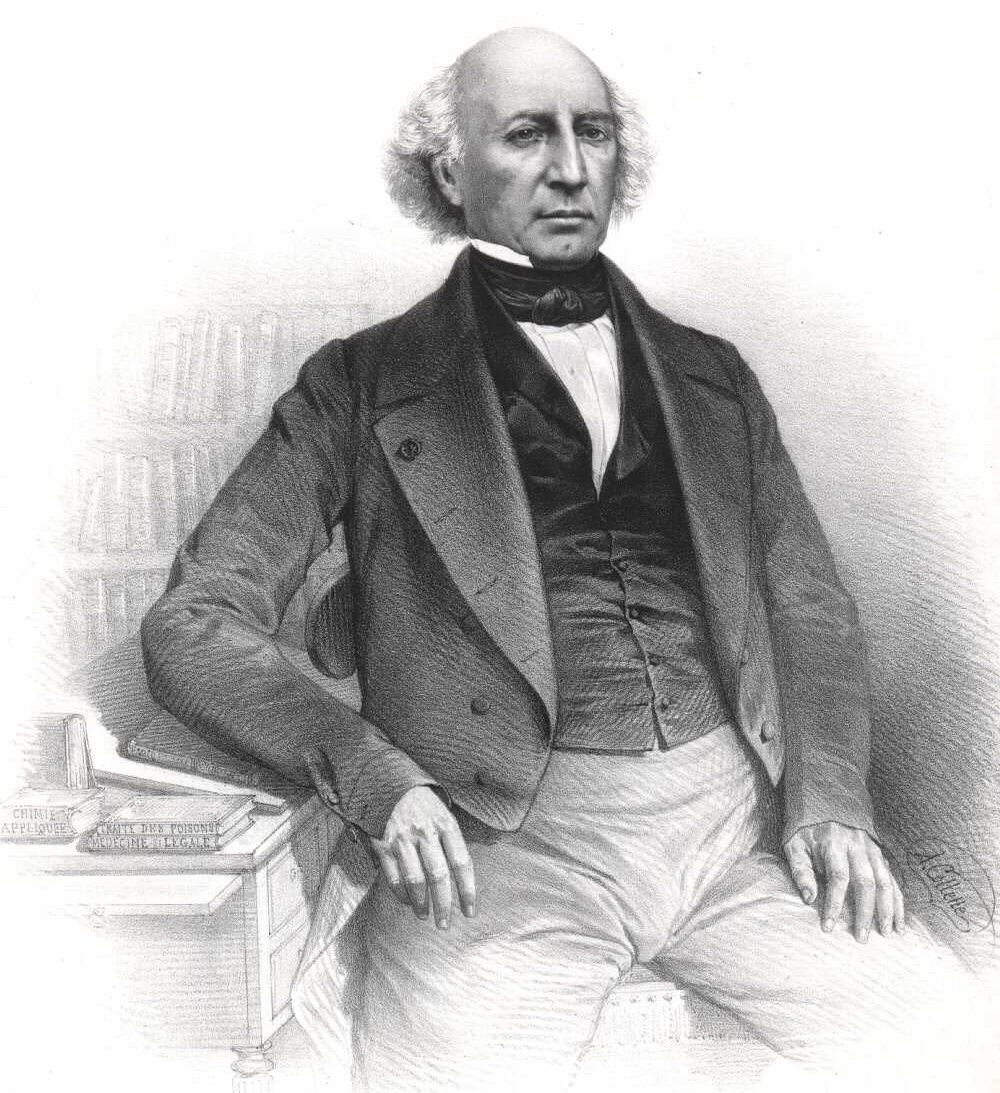
Mateu Josep Bonaventura Orfila i Rotger

Mateu Josep Bonaventura Orfila i Rotger, född 24 april 1787 i Mahón på Menorca, död 12 mars 1853 i Paris, var en spansk-fransk rättsläkare och kemist.  
Orfila blev 1811 medicine doktor i Paris och 1819 professor i rättsmedicin där. Efter fakultetens omorganisation överlämnades åt honom 1823 lärostolen i kemi, som han innehade till 1848. 
Orfilas första mera betydande arbete är hans på egna undersökningar grundade Traité de toxicologie générale (1813–15; femte upplagan 1852), som med rätta kan betecknas som grundläggande för den experimentella och rättsmedicinska toxikologin. Vidare märks hans Traité de médecine legale (1821–23; fjärde upplagan i fyra band 1847), som inom rättsmedicinen anses vara lika betydelsefullt som det nyssnämnda inom sitt område. 
Som dekanus för medicinska fakulteten i Paris (sedan 1831) inlade Orfila stora förtjänster om dennas utbildning. År 1848 avsattes han av den provisoriska regeringen från dekanatet och avsade sig i anledning därav alla sina andra ämbeten. 